# Hibria
Hibria är ett heavy metal-band från Brasilien, känt för sin teknik och hastighet. Bandet bildades 1996 och deras debutalbum Defying the Rules släpptes 2004.

## Medlemmar
Nuvarande medlemmar
- Abel Camargo – gitarr (1996– )
- Victor Emeka – sång (2018– )
- Alexandre Panta – basgitarr (2019– )
- Otávio Quiroga – trummor (2019– )
- Bruno Godinho – gitarr (2019– )

Tidigare medlemmar
- Marco Panichi – basgitarr (1996–2010)
- Sávio Sordi – trummor (1996–2005)
- Diego Kasper	– gitarr (1996–2012)
- Benhur Lima – basgitarr (2010–2016)
- Iuri Sanson – sång (1996–2017)
- Eduardo Baldo – trummor (2005–2017)
- Renato Osório – gitarr (2012–2017)
- Ivan Beck – basgitarr (2016–2017)
- Martin Estevez – trummor (2018)
- Guga Munhoz – gitarr (2018)

## Diskografi
Demo
- 1997 – Metal Heart
- 1999 – Against the Faceless

Studioalbum
- 2004 – Defying the Rules
- 2008 – The Skull Collectors
- 2011 – Blind Ride
- 2013 – Silent Revenge
- 2014 – Defying the Rules: 10th Anniversary
- 2015 – Hibria
- 2018 – Moving Ground

Livealbum
- 2012 – Blinded by Tokyo - Live in Japan

EP
- 2016 – XX

Singlar
- 2001 – "Steel Lord on Wheels"

Video
- 2012 – Blinded by Tokyo - Live in Japan	 (DVD)

Annat
- 2011 – "Split Single for East Japan" (delad singel med Downhell)